# Johan Cnattingius
Johan Cnattingius, född 29 september 1758, död 24 oktober 1822 i Normlösa församling, Östergötlands län, var en svensk präst i Normlösa församling.

## Biografi
Johan Cnattingius föddes 29 september 1758. Han var son till kyrkoherden Anders Cnattingius och Maria Elisabeth Lundgren i Västra Ny församling. Cnattingius blev 1777 student vid Uppsala universitet och avlade 1785 magisterexamen vid universitet. Han blev vice kollega vid Linköpings trivialskola 1787 och ordinarie 1788. År 1797 prästvigdes han och blev 1799 konrektor vid Linköpings trivialskola och 1801 rektor vi skolan. Cnattingius blev 1806 kyrkoherde i Normlösa församling och 1807 Prost. Han avled 24 oktober 1822 i Normlösa församling.

### Familj
Cnattingius gifte sig 1807 med Margareta Elisabeth Schollin. Hon var dotter till komministern Jacob Schollin i Ekeby församling. De fick tillsammans barnen doktorn Anders Jacob Cnattingius, rådmannen Johan Clas Cnattingius och Ulrica Mathilda Sophia Cnattingius och inspektorn Adolf Christofer Cnattingius.